# Microsoft Office 2007
Microsoft Office 2007 (offiziell 2007 Microsoft Office System genannt) ist ein Office-Paket von Microsoft aus der Microsoft-Office-Serie. 

## Neuerungen

### Benutzeroberfläche

Neue Multifunktionsleiste Ribbon (unter Windows XP)

Die klassische Menüstruktur und die Symbolleisten früherer Office-Versionen wurden durch eine Multifunktionsleiste (Ribbon) ersetzt. Oft benötigte Funktionen sollen so schneller erreichbar sein. Die Multifunktionsleiste enthält in Gruppen gefasste Befehle. Diese werden ergänzt durch Listenfelder und Dialogfelder. Diese Elemente sind in einzelnen Registern zusammengefasst. Die Standard-Register einer Office-Anwendung werden durch weitere Register ergänzt, die situationsabhängig verfügbar sind. Von Letzteren gibt es zwei Typen: Programmregisterkarten stehen in bestimmten Ansichtsmodi zur Verfügung, Kontextregisterkarten zeigen Befehle, die nur in bestimmten Situationen zur Verfügung stehen, beispielsweise bei der Arbeit mit Grafiken, Tabellen und Diagrammen.
Ein weiteres neues Feature ist die Livevorschau: Formatfunktionen, Vorlagen und Designs werden in einer Echtzeitvorschau im Dokumentenfenster angezeigt.

### Dateiformate und Kompatibilität
Mit OpenXML führt Microsoft ein neues, auf XML basierendes Standard-Dateiformat ein. Ältere Versionen von Microsoft Office (Microsoft Office-Versionen 2000, XP und 2003) können dieses Format mit einem kostenlosen Konverter (Compatibility Pack) verarbeiten. Für Mac OS X existiert ein entsprechender Formatumwandler für Microsoft Office 2004; darüber hinaus sind die freien Office-Pakete NeoOffice und OpenOffice.org in der Lage, Office-2007-Dateien zu öffnen.
Microsoft Office 2007 kann Dokumente auch im sogenannten „Kompatibilitätsmodus“ in den mit Office 97 eingeführten, alten Dateiformaten speichern, wodurch sie mit älteren Office-Versionen für Windows und Mac OS ohne Hilfsmittel lesbar sind. In diesem Modus stehen Funktionen, die es in der alten Word-Version noch nicht gab, nicht zur Verfügung. Das betrifft z. B. Alternativtexte zu Tabellen oder neue WordArt-Effekte.
Microsoft Office 2007 führte ein neues Exportformat namens XPS (XML Paper Specification) ein, das Ähnlichkeiten zu PDF aufweist. Nach Differenzen mit Adobe wurde die PDF-Exportfunktion, die in der Beta 2 noch integriert war, in der finalen Version wieder entfernt. Es kann jedoch ein kostenloses Add-In installiert werden, das das Speichern in den Formaten PDF und XPS aus den Anwendungen heraus ermöglicht. Seit dem Service Pack 2 ist es möglich, Dokumente im OpenDocument-Format zu speichern; der PDF- und XPS-Export wurde wieder integriert.

## Geschichte
2005 kündigte Microsoft eine neue Version von Office unter dem Codenamen „Office 12“ als Nachfolger von Office 2003 an. Office 2007 wurde am 30. Januar 2007 gleichzeitig mit dem Betriebssystem Windows Vista auf den Markt gebracht. Für Geschäftskunden wurde Office 2007 wie auch Vista bereits im November 2006 bereitgestellt.
Ab dem 23. Mai 2006 wurde die Beta 2 von Bill Gates anlässlich der WinHEC vorgestellt. Sie wurde im Rahmen des bisher umfangreichsten Microsoft-Betaprogramms zum Testen zugänglich gemacht und im Zeitraum von Ende Mai bis Ende Oktober 2006 weltweit mehr als 3,5 Millionen Mal heruntergeladen, davon in Deutschland allein 500.000 Mal.
Am 14. September 2006 erschien ein Technical Refresh zur Beta 2. Damit wurden noch einige Änderungen an der Benutzeroberfläche vorgenommen, die nun dem fertigen Produkt entspricht. Auch wurden Programmfehler der Beta 2 behoben, so dass das Produkt nunmehr stabiler läuft.
Die Betaphase ist seit dem 30. Oktober 2006 beendet, die Betaversionen können nicht mehr heruntergeladen werden. Bereits installierte Beta-2-Versionen ohne Technical Refresh konnten im vollen Funktionsumfang nur noch bis 1. Februar 2007 genutzt werden, Beta-2-Versionen mit Technical Refresh waren bis 31. März 2007 voll nutzbar. Seit diesem Stichtagen laufen die in der Version enthaltenen Programme nur noch mit funktionellen Einschränkungen.
Mit dem „Release to Manufacturing“ (RTM) am 8. November 2006 ist die Entwicklung abgeschlossen. Für Unternehmen ist Office 2007 seit Ende November 2006 verfügbar, für Einzelanwender seit 30. Januar 2007.
Seit dem 26. Oktober gibt Microsoft eine Technologiegarantie, dass ab diesem Datum gekaufte Rechner mit einer Office-2003-Vollversion auf Office 2007 aktualisiert werden können (es fallen Bearbeitungsgebühren an).
Nachfolger von Office 2007 ist Microsoft Office 2010. Über die Microsoft Office 2010 Technology Garantie erhielt bis zum 31. Oktober 2010 der Käufer von Office 2007 automatisch eine kostenlose Upgrade-Lizenz auf Office 2010, sofern dieser Office 2007 nach dem 5. März 2010 erworben hat.
Der Mainstream-Support für Office 2007 endete am 9. Oktober 2012, der erweiterte Support z. B. mit Sicherheitsaktualisierungen endete am 11. Oktober 2017.

## Editionen

Überblick über die Office 2007-Versionen für Windows

Für die verschiedenen Nutzergruppen ist Office in verschiedenen Zusammenstellungen erhältlich:
| Edition      | Einzeln      | Basic | Home & Student    | Standard          | Small Business    | Professional      | Professional Plus | Enterprise    | Ultimate     |
| ------------ | ------------ | ----- | ----------------- | ----------------- | ----------------- | ----------------- | ----------------- | ------------- | ------------ |
| Vertriebsweg | Einzelhandel | OEM   | Einzelhandel, OEM | Einzelhandel, OEM | Einzelhandel, OEM | Einzelhandel, OEM | Volumenlizenz     | Volumenlizenz | Einzelhandel |
| Word         | ja           | ja    | ja                | ja                | ja                | ja                | ja                | ja            | ja           |
| Excel        | ja           | ja    | ja                | ja                | ja                | ja                | ja                | ja            | ja           |
| PowerPoint   | ja           | nein  | ja                | ja                | ja                | ja                | ja                | ja            | ja           |
| OneNote      | ja           | nein  | ja                | nein              | ja                | ja                | ja                | ja            | ja           |
| Outlook      | ja           | ja    | nein              | ja                | ja                | ja                | ja                | ja            | ja           |
| Publisher    | ja           | nein  | nein              | nein              | ja                | ja                | ja                | ja            | ja           |
| Access       | ja           | nein  | nein              | nein              | nein              | ja                | ja                | ja            | ja           |
| InfoPath     | nein         | nein  | nein              | nein              | nein              | nein              | ja                | ja            | ja           |
| Groove       | nein         | nein  | nein              | nein              | nein              | nein              | nein              | ja            | ja           |
| 1.           |              |       |                   |                   |                   |                   |                   |               |              |

In Office 2007 ist FrontPage nicht mehr enthalten. Es wird abgelöst von Microsoft Expression zur Webseiten-Erstellung für das Internet und SharePoint-Designer zur Gestaltung von SharePoint-Seiten vornehmlich für das Intranet.